# Tolna variegata
Tolna variegata là một loài bướm đêm trong họ Erebidae.